# Махновский рубль

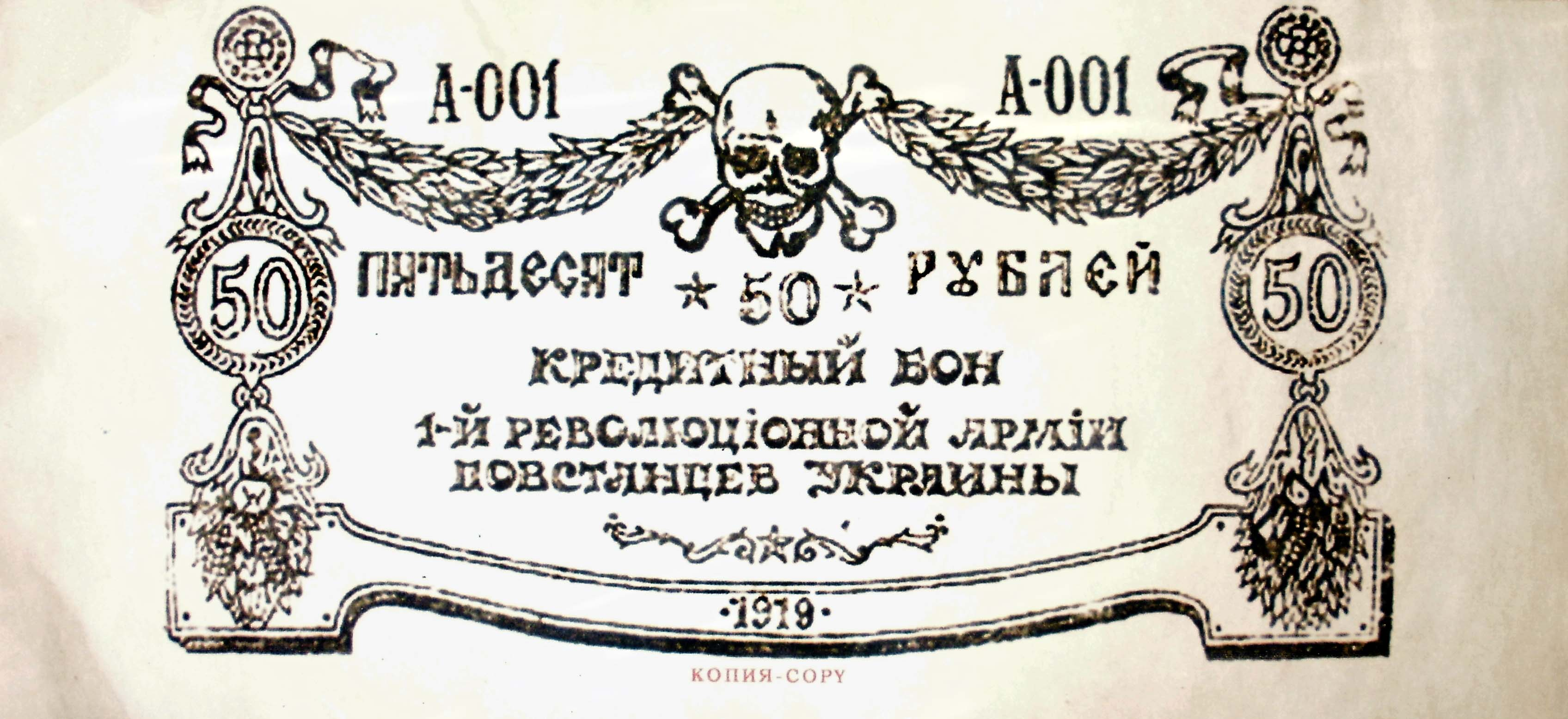
Псевдомахновские 50 рублей

Махно́вский рубль — денежные знаки, выпускавшиеся Повстанческой армией Украины (махновцами) в период Гражданской войны в России, имевшие хождение на Вольной территории (юго-восток Украины).
Махновский рубль производился путём нанесения надпечаток на различных денежных знаках государств бывшей Российской Империи, чаще всего — на «донских» купюрах, выпускавшихся ростовской конторой Государственного банка. Существует значительное количество видов надпечаток. Одни из них увеличивали номинал купюр в 10 раз, на других, не изменявших номинал купюр, помещалось название Повстанческой армии или её подразделения или тексты агитационного и иного характера.
Собственных бумажных денежных знаков махновцы не выпускали. Купюры, якобы выпущенные Повстанческой армией, являются подделкой.